# Six Flags Great Adventure

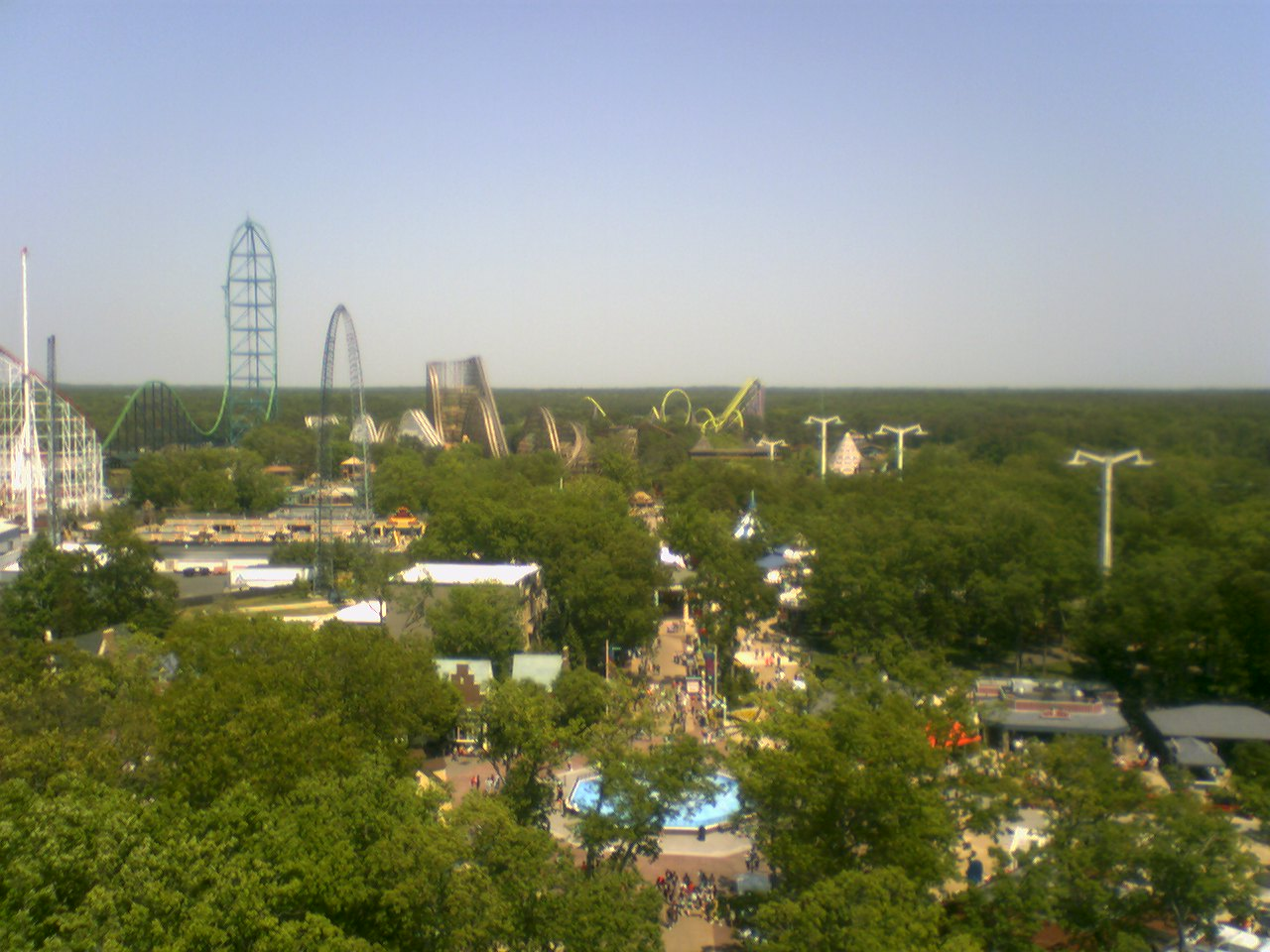
A Six Flags Great Adventure látképe

A Six Flags Great Adventure vidámpark a New Jersey-i Jacksonban. A Six Flags Entertainment Corp. tulajdonában áll, ami a világ legnagyobb szórakoztatópark üzemeltető vállalata. New York City és Philadelphia között helyezkedik el, a park komplexum területén található a Six Flags Wild Safari állatkert és a Hurricane Harbor vízipark is.
A park 1974-ben nyílt Warner LeRoy irányítása alatt. A Six Flags 1977-ben vette át a tulajdonába a parkot. Napjainkban a vidámpark 11 témájú területet tartalmaz, négyet amely kis gyerek számára lett tervezve. Mind az állatkertre, mind a vidámpark teljes területére kiterjednek a Six Flags tulajdonságai.

## Története
Warner LeRoy korszak (1974-1977)
1972-ben Warner LeRoy, egy new york-i üzletember, kidolgozta koncepció terveit a Great Adventure szórakoztató komplexumra, javasolja hét park részleg építését a komplexumon belül: egy vidámpark, egy szafari park, egy show-park (bemutatók, előadások helyszínét), egy virágos park, egy sport komplexumot, egy vásárlói kerületet és egy kempingezőhelyet stranddal együtt. Tervei között szerepelt szálloda építése, mely kapcsolódik a parkhoz és busszal, kisvasúttal elérhető. LeRoy azt akarta, hogy a parkja erdő és tavak otthona is legyen, ezért ez a korszak a vissza a természetbe korszaka a parknak. Látványban jól kinéző, de természetbe is beleillő parkot akart.
LeRoy együttműködött a Hardwick Industries vállalattal, akik korábban már építettek szafari parkokat Európában és Kanadában. Együtt tervezték, hogy 5 éves szakaszban fogják üzemeltetni a 7 park részleget. 1974 június 30-ra 4500 vendéget hívtak meg, azonban a parkot hivatalosan csak 1974. július 1-jén nyitották meg. A park 1974-es bevétele elérte a 10 millió dollárt. A megnyitáskor csak az Enchanted Forest (elvarázsolt erdő) és a Safari park működött. A tervek ellenére a 7 park részleg közül kettő valósult meg. Öt további elemmel tervezte az Enchanted Forest bővítését.
Az Enchanted Forest úgy volt tervezve és építve, mint ha egy gyermek szemével néznénk. Majdnem minden úgy lett építve, hogy nagyobb legyen mint valójában lenne az életben. A Big Balloon nevű hőlégballon a park bejárata felett volt kikötve, az ilyen fajta hőlégballonokból ez volt a legnagyobb a világon. A parkban volt óriás kerék is, a Giant Wheel (ami napjainkban Big Wheel néven áll), ami ebben az időben az egyik legmagasabb óriáskerék volt. További park részek: Garden of Marvels (ez az egyetlen dolog, amit kisebbre terveztek, mint amekkora a való életben lenne); Dream Street (itt voltak a parkon belüli boltok); Neptune's Kingdome (vízipark, vízi bemutatók színhelye). A függetlenség napján nyitotta meg a Rootin'Tootin'Rip Roaring nevű parkrészt a Runaway Mine Trainnel együtt.